# Włodzimierz Piwkowski
Włodzimierz Piwkowski (ur. 17 października 1932 roku w Wilnie, zm. 18 lipca 2016 roku w Warszawie) – historyk sztuki, kurator i dyrektor Muzeum w Nieborowie i Arkadii (1970-1994).

## Życiorys
Po ukończeniu studiów na Uniwersytecie Warszawskim w zakresie historii sztuki, podjął w 1962 roku pracę w Muzeum Narodowym w Warszawie. Brał udział w urządzaniu Muzeum w Łazienkach i Muzeum im. Ksawerego Dunikowskiego w Królikarni. W latach 1970 –1994 pełnił obowiązki kuratora i dyrektora Muzeum w Nieborowie i Arkadii. W roku 1982 przywrócił działalność historycznej manufaktury majoliki nieborowskiej. W stulecie utworzenia pierwszej manufaktury powstała z jego inicjatywy pracownia ceramiczna, kierowana przez Teresę Szałowską, a później – Krystynę Marek Andrzejewską. Od 1995 roku był pełnomocnikiem ds. Oddziałów Dyrektora Muzeum Narodowego w Warszawie, a także sekretarzem Rady Naukowo-Konserwatorskiej Muzeum w Nieborowie i Arkadii. Był również autorem koncepcji i scenariusza wystawy Et in Arcadia ego w 2001 r..

## Życie prywatne
Mąż Danuty Piwkowskiej z d. Marcinkiewicz. Ojciec Joanny Wojciechowskiej i Anny Piwkowskiej, poetki i pisarki. Brat inżyniera budownictwa Wiktora Piwkowskiego.

## Nagrody i wyróżnienia
Za jego kadencji Muzeum w Nieborowie i Arkadii zostało wyróżnione w 1987 roku Złotym Medalem Ministra Kultury i Sztuki za konserwację i pielęgnację nieborowsko-arkadyjskiego założenia pałacowo-ogrodowego, a w czerwcu 1994 roku Europejską Nagrodą za Ochronę Zabytków (Europa-Preis für Denkmalphlege) fundacji FVS w Hamburgu. W 2002 roku przygotowana przez niego wystawa „Et in Arcadia ego” nagrodzona została przez Ministra Kultury i Sztuki statuetką „Sybilla”. 
W 2002 roku odznaczony Krzyżem Oficerskim Orderu Odrodzenia Polski.

## Ważniejsze publikacje
- Czy ciekawi cię rzeźba?, Państwowe Zakłady Wydawnictw Szkolnych, Warszawa 1970.
- Nieborów – Arkadia. Przewodnik, Krajowa Agencja Wydawnicza, Warszawa 1989.
- Arkadia Heleny Radziwiłłowej. Studium historyczne, Ośrodek Ochrony Zabytkowego Krajobrazu, Warszawa 1998.
- Nieborów. Mazowiecka Rezydencja Radziwiłłów, Muzeum Narodowe w Warszawie, 2005
- Opowieść o Nieborowie (ze zdjęciami Janusza Moniatowicza), Moniatowicz Foto Studio, 2016.
- Rozstaje. Opowieść o Litwie dzieciństwa, Dom Wydawniczy Nieporęcka, Warszawa 2022.